# District de Châlon-sur-Saône
Le district de Châlon-sur-Saône est une ancienne division territoriale française du département de Saône-et-Loire de 1790 à 1795.
Il était composé des cantons de Chalon-sur-Saône, Buxy, Chagny, Culles, Givry, Lessard, Longepierre, Ormes, Saint Loup de la Salle, Saint Germain du Plain, Saint Léger, Saint Martin d'Auxy, Saint Martin en Bresse, Touches, Varennes et Verdun sur le Doux.